# Dals Rostock
Dals Rostock – miejscowość (tätort) w Szwecji, w regionie administracyjnym (län) Västra Götaland, w gminie Mellerud.
Według danych Szwedzkiego Urzędu Statystycznego liczba ludności wyniosła: 882 (31 grudnia 2015), 853 (31 grudnia 2018) i 801 (31 grudnia 2019).